# John Östman
John Theodor Östman, född 2 maj 1890 i Granvåg Sollefteå, död 5 november 1959 i Filipstad, Värmland, var en svensk frisörmästare, målare och tecknare. 
Östman växte upp i ett norrländskt predikanthem och utbildade sig i unga år till frisör. Efter sin utbildning flyttade han till Filipstad där han från 1914 arbetade som frisör. Vid mitten av 1930-talet drabbades han av en hjärnblödning som medförde att han inte kunde fortsätta sitt arbete och för att ha någonting att göra började han måla tavlor. Han var autodidakt som konstnär och uppgav själv att hans utbildning bestod av studier vid Konstakademien i Brattfors med professor Gud som lärare, han gav även konstlektioner till blivande konstnärer bland annat studerade Håkan Degerstedt för honom. Separat ställde han bland annat ut i Filipstad, Kristinehamn, Halmstad samt Karlskoga och tillsammans med Evert Lundquist ställde han ut i Karlstad. Från 1940 medverkade han i Värmlands konstförenings utställningar i Karlstad och han var representerad i utställningen Naivt och folkligt som visades på Konstnärshuset i Stockholm 1946. En minnesutställning med hans konst visades i Kristinehamn 1962. Hans arbeten består av porträtt, figurkompositioner, landskapsskildringar och stilleben i en realistisk naivistisk stil huvudsakligen utförda i olja samt  på glas.
Östman är representerad på Värmlands museum, Halmstad museum, Karlstads Folkets Hus med en större monumentalmålning och i Filipstads samling med 15 verk.
Han var från 1920 gift med Maria Wallén och far till Peter Östman ( 1922-2010). 